# Révillon
Révillon is een plaats en voormalige gemeente in het Franse departement Aisne in de regio Hauts-de-France en telt 67 inwoners (2009).
De gemeente is op 1 januari 2016 opgeheven en opgegaan in de huidige gemeente Les Septvallons. Deze gemeente maakt deel uit van het arrondissement Soissons.

## Geografie
De oppervlakte van Révillon bedraagt 2,3 km², de bevolkingsdichtheid is dus 29,1 inwoners per km².

## Demografie
Onderstaande figuur toont het verloop van het inwonertal (bron: INSEE-tellingen).
Vanwege een beveiligingsprobleem met de MediaWiki Graph-software is het momenteel niet mogelijk deze grafiek weer te geven. Zodra de software is bijgewerkt zal de grafiek vanzelf weer zichtbaar worden.